# معركة غواداراما
معركة غواداراما (بالإسبانية: Batalla de Guadarrama)‏ وتعرف بأنها أول حملة عسكرية في الحرب الأهلية الإسبانية. التي وقعت في الأسبوع الأخير من يوليو وأوائل أغسطس 1936، تنطلق أرتال المتمردين الذين أرسلهم الجنرال مولا من الهضبة الشمالية ونافارا حيث تلتقي جميعا لعبور الممرات الجبلية من سييرا دي جواداراما والوصول شمال مدريد وغادرت طوابير الجانب الجمهوري العاصمة في محاولة لمنعها وتكونت من رجال الميليشيات وقوات من وحدات عسكرية حلت بأمر من الحكومة لمنعها من الانضمام إلى الانتفاضة. ونجحت الحكومة في صد قوات المتمردين ومنعتها من عبور الممرات الجبلية، وبالتالي استقرت الجبهة الشمالية لمدريد حتى نهاية الحرب.

## البداية
كانت الخطة العامة للجنرال إميليو مولا «المدير» هي انتفاضة مفاجئة من جميع الحاميات الملتزمة، مما يزرعون حالة حرب في حدود الحاميات، بدءًا من جيش إفريقيا. كما كان متوقعًا فإنه من الصعب على حامية العاصمة أن تنجح بمفردها في مدريد (الانتفاضة في العاصمة ستكون تحت قيادة الجنرال فانخول)، ومن المفترض أن يتجه رتل من الشمال بقيادة مولا نفسه نحو مدريد لدعم انتفاضة حامية العاصمة. وفي حالة فشل كل ذلك، فإن المخطط للجنرال فرانكو بعد أن يقود تمرد جزر الكناري يتوجه نحو المحمية المغربية على متن طائرة دراجون رابيد ليضع نفسه في قيادة القوات الاستعمارية عبر مضيق جبل طارق والتقدم نحو مدريد من الجنوب ومن الغرب.

## تسلسل الأحداث
في نفس يوم الأحد 19 يوليو عندما سيطر الجنرال إميليو مولا على نافارا وإعلانه حالة التمرد، أرسل العقيد غارسيا إسكاميز إلى الجنوب على رأس طابور مكون من القوات وسريتين من الريجيتا وسرية من الفلانخيين لدعم الانقلابيين في غوادالاخارا. لكن طابور إسكاميز تمركز في لوغرونيو ليتأكد من انتصار التمرد في المدينة عندما أصبح على بعد حوالي 30 كيلومترًا من هدفه. وفي قمة سيغوينزا علم أن الانقلاب في غوادالاخارا قد فشل تماما، وأن الميدنة في يد القوات الحكومية التي جاءت من مدريد.
ثم قرر العقيد غارسيا إسكاميز الذهاب إلى ممر سوموسييرا، الذي يشكل الممر الشرقي من الهضبة الشمالية إلى مدريد الذي يعبر سييرا دي جواداراما. هناك التقى بمجموعة من الملكيين من مدريد - من بينهم الشاب خواكين ساتروستيغي وكارلوس ميراليس - الذين كانوا يدافعون عن نفق السكة الحديد ضد القوات الحكومية التي استولت على غوادالاخارا. وتمكن الطابور في يوم الأربعاء 22 يوليو من تأمين الممر، وهو أمر حيوي للتقدم نحو مدريد. من جانبه تحرك طابور بقيادة العقيد خوسيه جيستاو المكون من المشاة والمدفعية والمتطوعين المحليين. وخوفا من قصف الطيران الجمهوري بقي جيستاو في سيريزو دي أباخو ولم يتمكن من مساعدة قوات طابور ميرايس الصغيرة. وأخيرا تحت ضغط العدو انسحب جيستاو إلى مواقع خلفية.
وغادر بلد الوليد في منتصف ليلة الثلاثاء 21 يوليو «وسط مشاهد حماسية لا توصف» طابور آخر متمرد مؤلف مابين 200-300 عسكري بقيادة العقيد سيرادور -الذي شارك في انقلاب سانخورخادا الفاشل سنة 1932- في مهمة احتلال ممر ألتو ديل ليون المهم في سييرا دي مدريد، وتقع إلى الغرب من سوموسييرا. وساهم الفلانخيون في هذا الطابور ومنهمم زعيمهم أونسيمو ردوندو -مؤسس JONS الفلانخي الذي أفرج عنه مؤخرًا من سجن أفيلا -. وعندما وصلوا إلى الممر وجدوا أنه قد سبقهم إليه رجال مليشيات قادمة من مدريد، إلا أنهم تمكنوا من طردهم من هناك، حتى استاعدوه بالكامل يوم 25 يوليو.
إلا أن طابوري إسكاميز وسيرادور لم تتقدم نحو مدريد بسبب نقص الذخيرة، وقد التجأوا إلى الممرات الجبلية التي ساعدتهم في مقاومة القوات الجمهورية، حتى أصبح وضعهم يائسًا في الأيام التالية. إلى أن وصلت إليهم الذخيرة التي أرسلها الجنرال فرانكو من أندلسيا إلى الجنرال مولا.

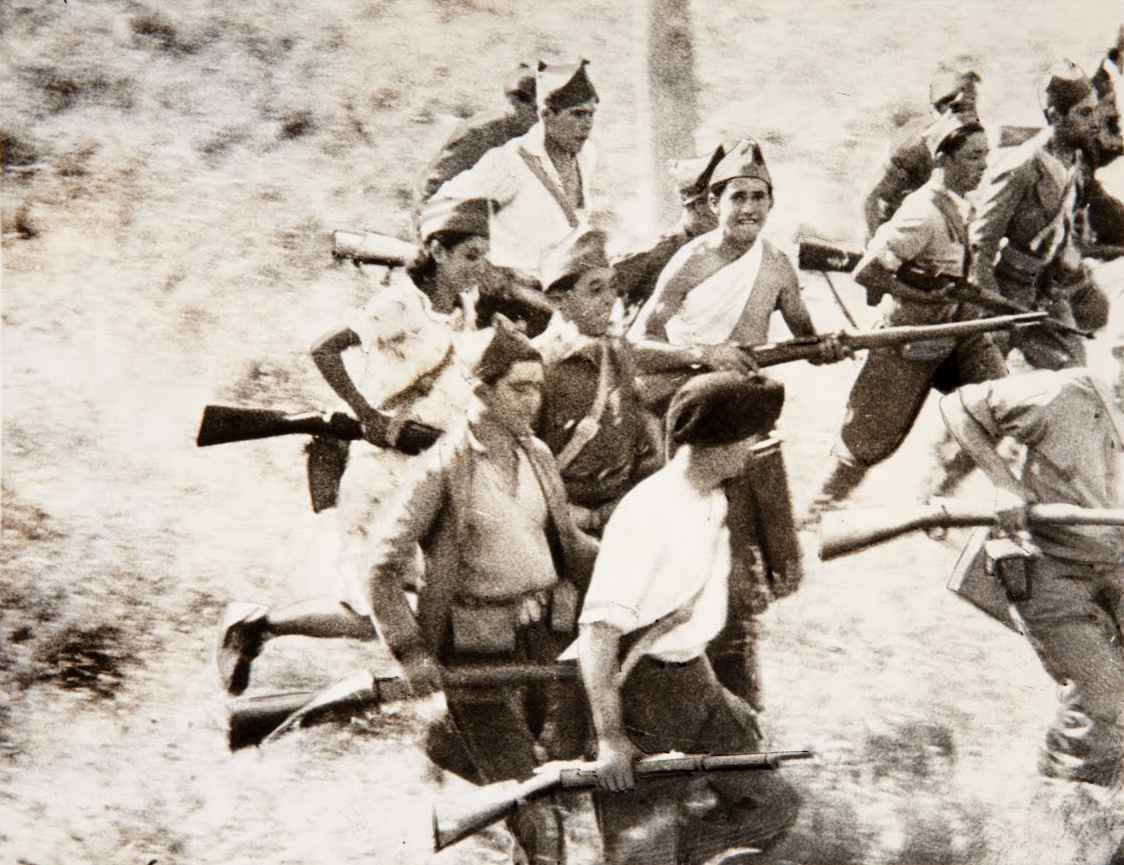
لقطة لبعض رجال المليشيا الجمهورية يهاجمون موقعًا للمتمردين على جبهة سومو سييرا صيف 1936.

غادر طابور حكومي بقيادة العقيد مانجادا مدريد في اتجاه أفيلا في محاولة لعزل المتمردين في ألتو ديل ليون من الخلف. وخلال تقدمه غزا العديد من البلدات التي انضم فيها الحرس المدني للانقلاب ولكنه لم يتجاوز نافالبيرال دي بيناريس التي تبعد 20 كيلومترًا عن هدفه، خوفًا من فقدان الاتصال بمدريد والعزلة. وحاول طابور إيقاف تقدمه بقيادة آمر الحرس المدني ليزاردو دوفال، وهو معروف جيدًا بقيادته للقمع الوحشي الذي أعقب ثورة أستورياس. ولكن فشل دوفال أمام مانجادا أعطى سمعة كبيرة له فنال ترقية إلى جنرال وأخذه رجاله في مسيرة نصر داخل مدريد. ومع هذا فالحقيقة أنه لم ينجز مهمته في أخذ أفيلا.
كانت طوابير رجال المليشيات والجنود المتطوعين الذين حاولوا طرد القوات المتمردة من ممر سوموسييرا تحت قيادة إخوة «بطل خاكا» وهما فرنسيسكو غالان ملازم بالحرس المدني وخوسيه ماريا غالان الملازم بالشرطة. مع قادة CNT البارزين في مدريد، مثل سيبريانو ميرا أو تيودورو مورا. نظم الطيار غونزاليس جيل ما يسمى بكتيبة «أكتوبر» مع عمال في صناعة الطيران. وكان الجنرال خوسيه ريكيلمي قائد قوات مدريد والفرقة الأولى هو أعطى فكرة تعيين الضباط المحترفين الموالين في قيادة طوابير الميليشيات، أو على الأقل تقديم المشورة لرؤسائهم.

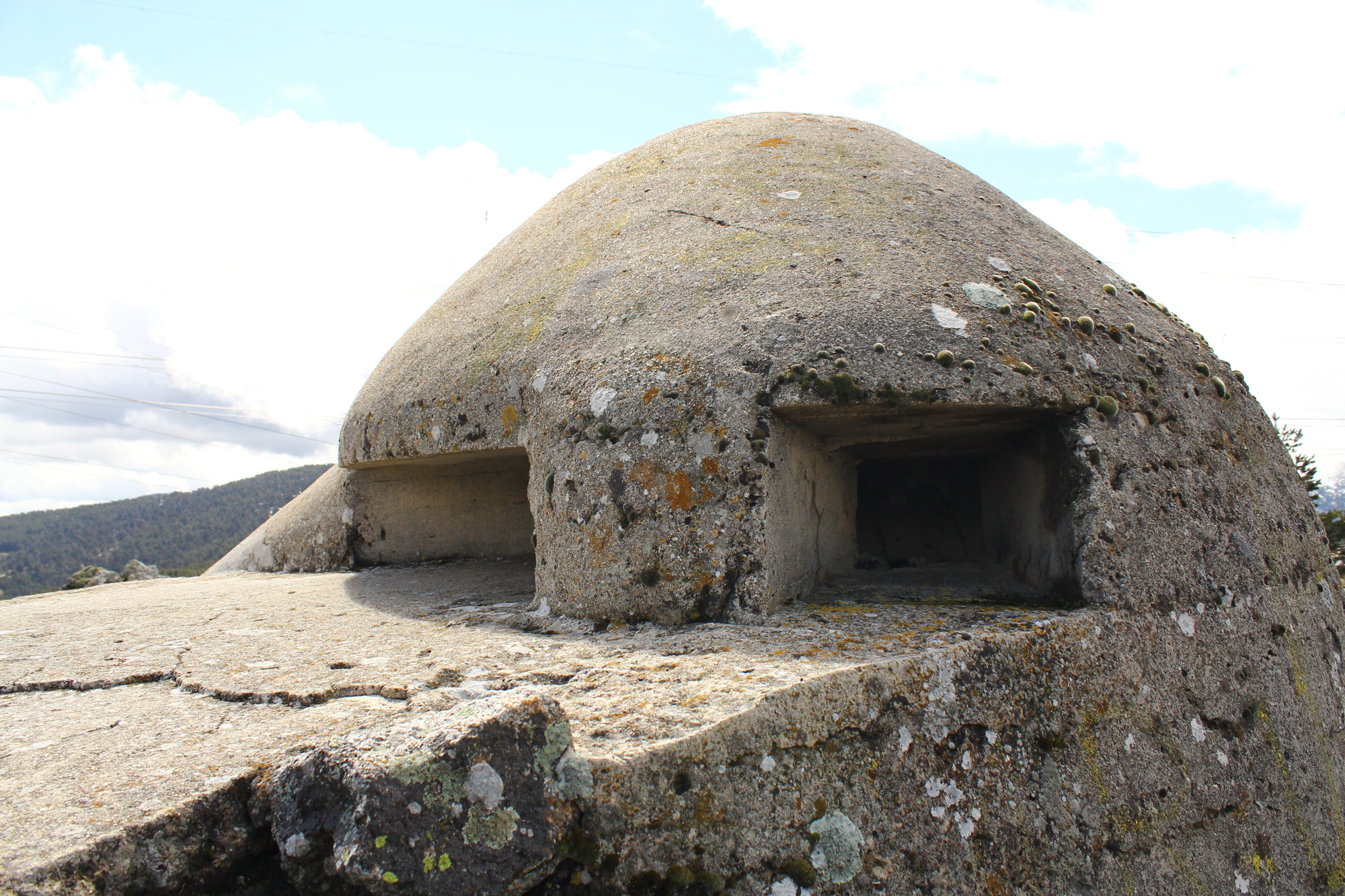
مخبأ للحرب في ألتو دي لوس ليونز.

أشهر وحدات الميليشيات التي حاربت في سييرا دي جواداراما كان الفوج الخامس الذي شكله الحزب الشيوعي الإسباني. كانت نقطة انطلاقه هي الميليشيا الشيوعية (MAOC) وكتيبة «La Pasionaria» التي تشكلت في الأيام الأولى للانقلاب في مدريد. تم تنظيم هذه الوحدة وفقًا لنموذج الجيش الأحمر ولديها مفوضون سياسيون كان عليهم أن يشرحوا للجنود أسباب القتال وعلى الأقل من الناحية النظرية كان عليهم التصديق على أوامر القادة العسكريين حتى يتم تنفيذها. كان مصدر إلهام الوحدة هو الشيوعي الإيطالي ووكيل الكومنترن فيتوري فيدالي («كارلوس كونتريراس») وكان رئيسها الأول هو الشيوعي الشاب إنريكي كاسترو ديلجادو، وقد برز فيها من الشيوعيين إنريكي ليستر وهو عامل بناء سابق عاش في موسكو ثلاث سنوات، وهناك خوان موديستو الحطاب السابق الذي كان أحد منظمي الميليشيا الشيوعية MAOC في عام 1933. وبرز أيضًا شيوعيًا آخر في قتال الجبال، وهو بالنتين جونثاليث على الرغم من أنه كان خارج الفوج الخامس.
لعبت الجمهورية في معركة غواداراما بميزة المدفعية والتفوق الجوي، بالإضافة قربها من مدريد مما سهل لها الخدمات اللوجستية، حيث كان هناك حوالي 40,000 في أغسطس من أفراد المليشيات في طوابير من حوالي 300 رجل لكل طابور، وتبنوا أسماء مميزة من النوع الثوري مثل «كومونة باريس» أو «الأول من أكتوبر» - معظم الوحدات المختارة المستخدمة لتحمل اسم «الكتيبة الفولاذية». ومع ذلك لم تستطع الجمهورية الاعتماد على الوحدات العسكرية النظامية بأوامرها وأوقافها لأن حكومة خوسيه جيرال الجمهورية قد قررت حل هذه الوحدات لوقف الانتفاضة وترك ضباط المتمردين المحتملين بدون قوات. علاوة على ذلك كانت الصراعات بين قادة الميليشيات والجيش المحترف مستمرة، خاصة مع الميليشيات الكونفدرالية الأناركية.

## النتائج والآثار

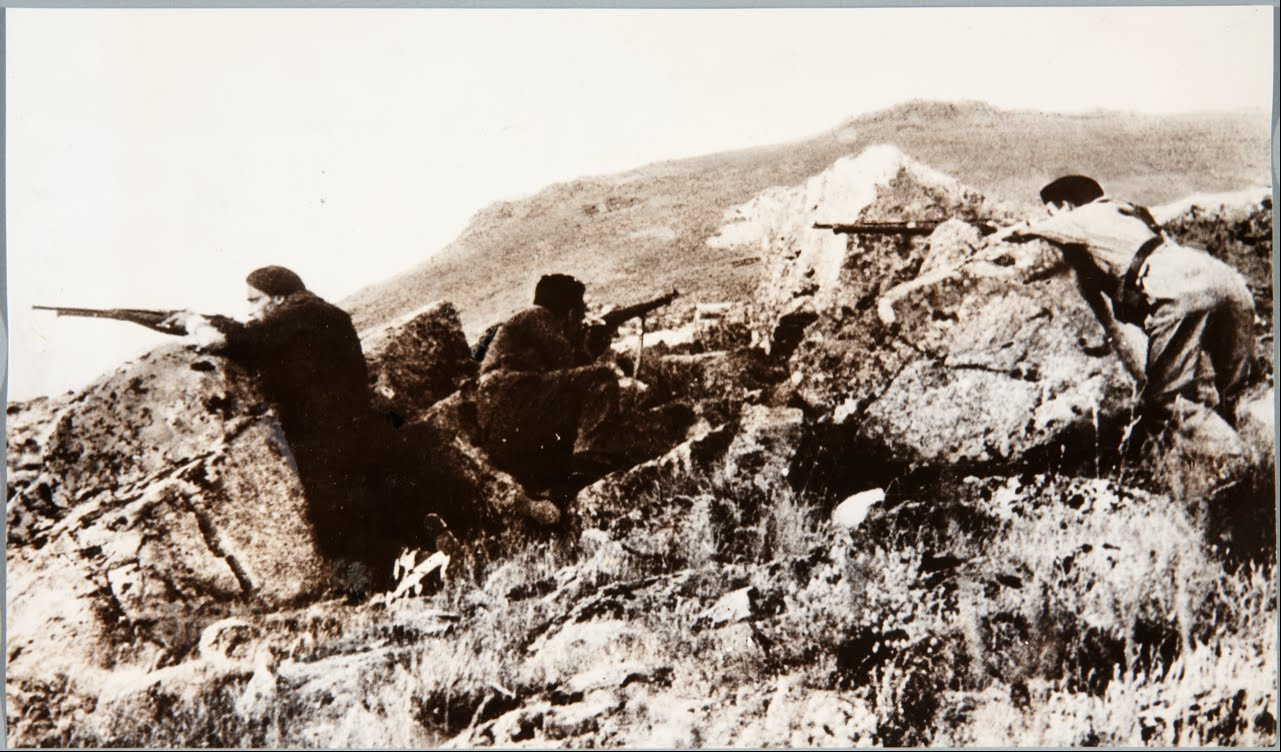
جنود الجمهورية يدافعون عن موقع في ممر دي نافاسرادا 1936.

كان القتال في ألتوس ديل ليون وسوموسييرا شرسًا، وقد قتل فيها الأسرى من كلا الطرفين.
أما عدد الضحايا فمن الصعب جدًا معرفة ذلك. لأن أعداد المقاتلين الذين ذهبوا إلى الجبهة في تلك الأيام غير معروف، على الرغم من أن عدد القتلى لم يتجاوز 5,000. على الجانب الجمهوري، توفي العديد من الضباط المحترفين. والعقيد كاستيلو قائد القوات الجمهورية في ألتو ديل ليون، قتل على ما يبدو من قبل رجاله (أو ربما انتحر عندما علم أن ابنه قد سقط في القتال). من جانب المتمردين، قتل الزعيم الفلانخي أنسيمو ريدوندو الذي قتل في اجتماع في لاباجوس على أيدي رجال الميليشيات الذين اخترقوا الخطوط الأمامية.
في نهاية مايو 1937 شن الجمهوريون هجوم سيغوفيا، لكن المحاولة باءت بالفشل وفي أقل من أسبوع فشل الهجوم تمامًا. وبقيت الجبهة ثابتة خلال فترة الحرب حتى الهجوم الأخير للمتمردين في أواخر مارس 1939 وانتهت الحرب بانتصارهم.

## ملاحظة
1. ↑  «قال إنه كان معروفًا بهذا اللقب لأنه في سن السادسة عشرة، فجر أربعة من أفراد الحرس المدني بالمتفجرات في مركز مراقبة انفرادي في إكستريمادورا ثم لجأ إلى الجبال».[15]
2. ↑  «إذا حكمنا على العدد الكبير من الضباط النظاميين الذين لقوا مصرعهم في الجانب الجمهوري، وقادة الحرس المدني أو حرس الاقتحام، فإن الخسائر بين رجال الميليشيات يجب أن تكون كثيرة جدًا، بسبب الخلط بين مجموعات الميليشيات والمجموعات النظامية، وكذلك الشجاعة الساذجة من رجال الميليشيات».[17]